# محاكاة جزيئية

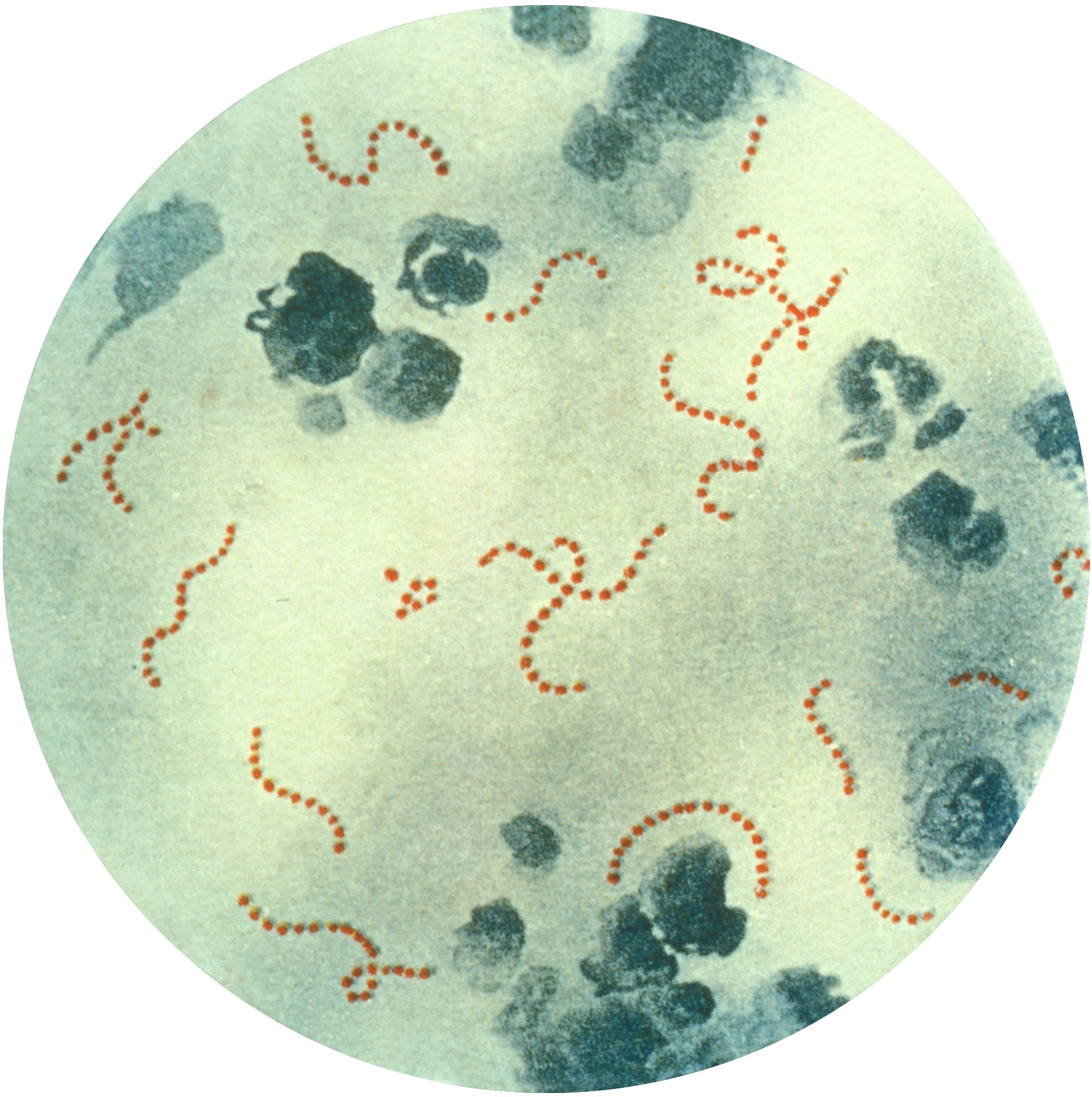

تُعرّف المحاكاة الجزيئية (بالإنجليزية: Molecular mimicry)‏ بأنها الاحتمال النظري أن التسلسلات المتشابهة بين الببتيدات الغريبة والذاتية تكفي لتؤدي إلى تنشيط متصالب للخلايا التائية أو البائية النشطة ذاتيًا بواسطة الببتيدات المشتقة من العوامل الممرضة. على الرغم من انتشار العديد من التسلسلات الببتيدية التي قد تكون غريبة وذاتية في آن واحد، يمكن تنشيط جسم مضاد واحد أو مستقبل خلية تائية (TCR) من خلال عدد قليل من البواقي المهمة التي تؤكد على أهمية التماثل الهيكلي في نظرية المحاكاة الجزيئية.
يُعتقد عند تنشيط الخلايا البائية أو التائية، أن خلايا محددة منها «محاكية للببتيد» يمكن أن تتفاعل بشكل متصالب مع الحواتم الذاتية، ما يؤدي إلى إمراضية الأنسجة (مناعة ذاتية). تعد المحاكاة الجزيئية ظاهرة اكتُشفت مؤخرًا باعتبارها واحدة من عدة طرق يمكن من خلالها إثارة المناعة الذاتية. وعلى الرغم من ذلك، فإن حدث محاكاة جزيئية هو أكثر من مجرد ظاهرة على الرغم من احتمال حدوثها الإحصائي المنخفض، تبدي هذه الأحداث آثارًا خطيرة في بدء العديد من اضطرابات المناعة الذاتية البشرية.
تطوّرت أو زادت في العقد الماضي وبشكل كبير دراسة نظام المناعة الذاتية أي الفشل في التعرف على المستضدات الذاتية باعتبارها «ذاتية». يعتقد العديد من الباحثين أن المناعة الذاتية هي نتيجة لفقدان التحمل المناعي، أي قدرة الفرد على التمييز بين الذات وغير الذات، على الرغم من بدء آخرين بالاعتقاد أن العديد من أمراض المناعة الذاتية تعود إلى حدوث طفرات تحكم الاستماتة أو موت الخلايا المبرمج، أو إلى المنتجات البيئية التي تؤذي الأنسجة المستهدفة، فتسبب في تحرير إشارات إنذار المناعة التنبيهية. أدى التطور في مجال المناعة الذاتية إلى تشخيصات أكثر تواترًا لأمراض المناعة الذاتية، لذا تظهر البيانات الحديثة أن أمراض المناعة الذاتية تصيب ما يقارب واحدًا من كل 31 شخصًا من عامة السكان. أدى التطور أيضًا إلى توصيف أكبر لماهية المناعة الذاتية وكيف تمكِن دراستها ومعالجتها. مع تزايد كمية البحوث، كان هناك تزايد هائل في دراسة الطرق المختلفة التي يمكن أن تحدث بها المناعة الذاتية، ومن بينها المحاكاة الجزيئية. تبقى الآلية -التي تطورت من خلالها العوامل الممرضة، أو التي حصلت عليها عن طريق الصدفة تسلسلاتٌ مماثلة من الحموض الأمينية أو البنية البلورية المتجانسة ثلاثية للحواتم السائدة مناعيًا- تبقى لغزًا مجهولًا.

## التحمل المناعي
يعد التحمل خاصية أساسية في الجهاز المناعي. ينطوي التحمل المناعي على تمييز غير الذات، وهو قدرة الجهاز المناعي الطبيعي على التعرف على المستضدات الأجنبية والاستجابة لها، لا المستضدات الذاتية. تُثار المناعة الذاتية عندما يُكسر هذا التحمل المناعي مع مستضد ذاتي. عادة ما يُثار التحمل داخل الفرد في مرحلة الجنين، يُعرف ذلك بالتحمل بين الأم والجنين؛ إذ تدخل الخلايا البائية التي تعبر عن مستقبلات محددة لمستضد معين في الدورة الدموية للجنين النامي عبر المشيمة.
بعد مغادرة سلائف الخلايا البائية نخاعَ العظام حيث تُصنّع، تُنقل إلى نخاع العظام حيث تنضج، ومن هنا تنشأ الموجة الأولى من تحمل الخلايا البائية. داخل نخاع العظام، تواجه سلائف الخلايا البائية العديد من المستضدات الذاتية والأجنبية الموجودة في الغدة الصعترية التي تدخل الغدة الصعترية من المواقع المحيطية عبر جهاز الدوران. داخل الغدة الصعترية، تخضع سلائف الخلايا التائية لعملية اصطفاء حيث يجب أن تُنتقى بشكل إيجابي وتجنب الاصطفاء السلبي. تُنتقى الخلايا البائية التي ترتبط بألفة منخفضة مع مستقبلات MHC الذاتية بشكل إيجابي لإتمام نضجها، والتي لا تزول بالاستماتة أو موت الخلايا المبرمج. تُنتقى الخلايا التي تنجو من الاصطفاء الإيجابي، ولكنها ترتبط بشدّة مع المستضدات الذاتية، تُنتقى سلبيًا أيضًا عن طريق التحريض النشط للاستماتة. يُعرف هذا الاصطفاء السلبي بالخبن النسيلي، وهو أحد آليات تحمل الخلايا البائية. تُنتقى ما يقارب 99% من سلائف الخلايا البائية داخل الغدة الصعترية بالاصطفاء السلبي، فيما يُنتقى ما يقارب 1% منها بالاصطفاء الإيجابي من أجل نضجها.
من ناحية أخرى، لا يوجد سوى مخزون محدود من المستضدات التي يمكن أن تصادفها الخلايا البائية داخل الغدة الصعترية. بعد ذلك يجب أن يحدث تحمل للخلايا البائية في المحيط بعد حثّ تحمل الخلايا البائية داخل الغدة الصعترية، حيث يمكن أن تواجه مجموعة أكثر تنوعًا من المستضدات في الأنسجة المحيطية. تُعرف آلية الاصطفاء الإيجابية والسلبية هذه، ولكن في الأنسجة المحيطية، بالاستعطال. تُعد آلية الاستعطال مهمة للحفاظ على التحمل تجاه العديد من المستضدات الذاتية. يُعد الكبت النشط آلية أخرى معروفة لتحمل الخلايا التائية. ينطوي الكبت النشط على حقن كميات كبيرة من المستضد الأجنبي في غياب مادة مساعدة؛ ما يؤدي إلى حالة من عدم الاستجابة، ثم تُحوّل هذه الحالة من عدم الاستجابة إلى متلقٍ بسيط من المعطي المحقون لحث حالة من التحمل عند المتلقي.
يُنتج أيضًا التحمل في الخلايا التائية، هناك أيضًا العديد من العمليات التي تؤدي إلى تحمل الخلية البائية. وبمثل ما هو الحال في الخلايا التائية، يمكن للخبن النسيلي والاستعطال القضاء ماديًا على نسخ الخلايا البائية الذاتية. تُعد صياغة المستقبل أو تحريره آلية أخرى لتحمل الخلية البائية. ينطوي ذلك على إعادة تنشيط التأشيب الجسمي أو الحفاظ عليه بآلية V(D)J في الخلية، ما يؤدي إلى التعبير عن خاصية جديدة للمستقبل من خلال إعادة ترتيب الجينات في المنطقة V، ما يؤدي إلى حدوث تباين في سلاسل الغلوبولين Ig المناعي الثقيلة والخفيفة.